# Кейт Аптон
Ке́трін Елі́забет (Кейт) А́птон (англ. Katherine Elizabeth Upton; нар. 10 червня 1992, Сент-Джозеф, Мічиган, США) — американська акторка та модель.

## Життєпис
Народилася 10 червня 1992 в місті Сент-Джозеф, штат Мічиган. Виросла в місті Мельбурн, штат Флорида.
Дядько Кейт, Фред Аптон, є представником одного з округів в конгресі штату Мічиган. У Кейт троє рідних братів.
З дитинства займалася кінним спортом, тричі перемагала на «APHA Reserve World Championship» серед юних вершниць 13-14 років.

### Кар'єра
У 2008 році успішно взяла участь у кастингу та уклала угоду з модельним агентством «Elite Model Management». Пізніше переїхала до Нью-Йорка, де уклала угоду вже з іншим модельним агентством — «IMG Models».
У 2011 році стала обличчям компанії «Beach Bunny Swimwear», яка спеціалізується на виготовленні купальників.
У 2011 році журнал «Esquire» присвоїв Кейт звання «Дівчина літа» 2011 року. У тому ж році вона вперше з'явилася в журналі «Sports Illustrated Swimsuit Issue» у рубриці «Новачок року», а у 2012 році було оголошено, що її світлина з'явиться на обкладинці одного з випусків цього журналу.
У 2014 році журнал «FHM» розташував Аптон на 18-у місці в списку найсексуальніших жінок світу, а американський журнал «People» в грудні того ж року назвав її «Найсексуальнішою жінкою року».
У 2014 році знялася в ролі Афіни в рекламі Game of War — однієї з найпопулярніших стратегічних ігор на мобільних платформах, розробленої каліфорнійською компанією Machine Zone.

## Кіно
| Рік  | Назва                          | Роль                                         |
| ---- | ------------------------------ | -------------------------------------------- |
| 2011 | Як обікрасти хмарочос          | Коханка містера Гайтавера                    |
| 2012 | Три бовдура                    | сестра Берніс                                |
| 2014 | Інша жінка                     | Ембер                                        |
| 2017 | Стоянка (англ. The Layover)    | Меґ                                          |
| 2017 | Горе митець                    | (видалена сцена)                             |
| 2018 | Робоцип (телесеріал, 1 епізод) | Непотоплювана Моллі Браун / Білявка (голоси) |